# Massa Lubrense
Massa Lubrense – miejscowość i gmina we Włoszech, w regionie Kampania, w prowincji Neapol.
Według danych na rok 2004 gminę zamieszkiwały 12 873 osoby, 677,5 os./km².